# Паул Нојман
Паул Нојман (Беч, Аустроугарска 13. јун 1875 — Беч, Аустрија, 9. фебруар 1932) је био аустријски пливач и лекар јеврејског порекла. Био је учесник првих Олимпијских игара 1896. у Атини.
Учествовао је у две пливачке дисциплине. У пливању на 500 м слободно, Нојман је освојио златну медаљу, испливавши ту деоницу у времену 8:12.6. Иза њега су остали Грци Антониос Пепанос и Ефстатиос Хорофас. Посао му је био олакшан јер је ову дисциплину одлучио да прескочи Мађар Алфред Хајош. Хајош је претходно победио у трци на 100 м слободно па је одлучио да не плива ову трку како би се одморио за трку на 1.200 м слободно. У трци на 1.200 метара је учествовао и Нојман, који због умора није завршио трку, док је добра тактика Хајошу донела још једно злато.
Након Олимпијских игара емигрирао је у САД, где је наставио студије и упоредо наставио да се бави пливањем. Успео је да обори светске рекорде на две, три, четири и пет миља. Касније је почео да игра и ватерполо.